# 単板綱
単板綱(たんばんこう、 学: Monoplacophora)は軟体動物の綱の一つ。絶滅群であると考えられていたが、1952年、深海海底から発見された。現在まで十数種の現生種が発見されている。Monoplacophora は「一つの殻を持つもの」を意味する。現生種は深海底に住む。
単板類の生態はあまりわかっていない。殻は一枚であり、丸く、左右対称である。ヒザラガイ（多板綱）やカサガイ（腹足綱）の殻に似る。殻は薄くもろい。殻の頂点は前方に向く。
各器官には体節様の繰り返しが認められる。この体節制は環形動物の体節制に類似しており、両動物群の関係を暗示していると発見当時は考えられた。
筋肉質の円盤状の足で移動する。左右に5～6対存在する鰓によって呼吸を行う。
頭部に目や触角を欠く。泥やデトリタスを食べているものと考えられている。
Neopilina galatheae が1952年に現生種として初めて発見された。それ以前に古生代の化石が報告されている。体長は0.5～3.0cm程度。

## 分類
ITIS（Integrated Taxonomic Information System）による
- 目：Tryblidiida
  - 科：Laevipilinidae  	 
    - 属：Laevipilina McLean, 1979 	 
      - 種：Laevipilina hyalina J. H. McLean, 1979

  - 上科：Tryblidioidea  	 	 
    - 科：Neopilinidae  	 
      - 属：Neopilina Lemche, 1957 
        - 種：Neopilina galatheae

    - 科：Tryblidiidae